# Ichthyophis mindanaoensis
Ichthyophis mindanaoensis es una especie de anfibios gimnofiones de la familia Ichthyophiidae.

## Distribución geográfica
Es endémica de Mindanao (Filipinas).
Su hábitat natural incluye bosques tropicales o subtropicales secos a baja altitud, montanos secos, ríos, corrientes intermitentes de agua, nacientes de agua dulce, plantaciones, jardines rurales, zonas previamente boscosas ahora muy degradadas, tierras de irrigación, y tierra cultivable inundada por estaciones.

## Estado de conservación
Está amenazada por la pérdida de su hábitat natural.